# Wojciech Stawowski
Wojciech Stawowski (1625 – 20 de Junho de 1693) foi um prelado católico romano que serviu como bispo auxiliar de Gniezno de 1676 a 1693.

## Biografia
Wojciech Stawowski nasceu em 1525. No dia 23 de Março de 1676, foi nomeado durante o papado de Clemente X como Bispo Auxiliar de Gniezno e Bispo Titular de Petra na Palestina. A 1676, foi consagrado bispo por Andrzej Olszowski, Arcebispo de Gniezno. Serviu como Bispo Auxiliar de Gniezno até à sua morte a 20 de Junho de 1693. Enquanto bispo, foi o co-consagrador principal de Piotr Mieszkowski, Bispo Auxiliar de Włocławek (1679); e Tomasz Bogoria Skotnicki, Bispo Auxiliar de Chelmno (1686).